# مايا ويلسون
مايا ويلسون (بالإنجليزية: Maia Wilson) هي لاعبة كرة الشبكة نيوزيلندية، ولدت في 21 سبتمبر 1997.